# Rustam Tulaganov
Rustam Tulaganov (Tashkent, 8 ottobre 1991) è un pugile uzbeko.

## Palmarès
- Olimpiadi

Rio de Janeiro 2016: bronzo nei pesi massimi.
- Campionati asiatici

Bangkok 2015: argento nei pesi massimi.